# Zeltus amasa

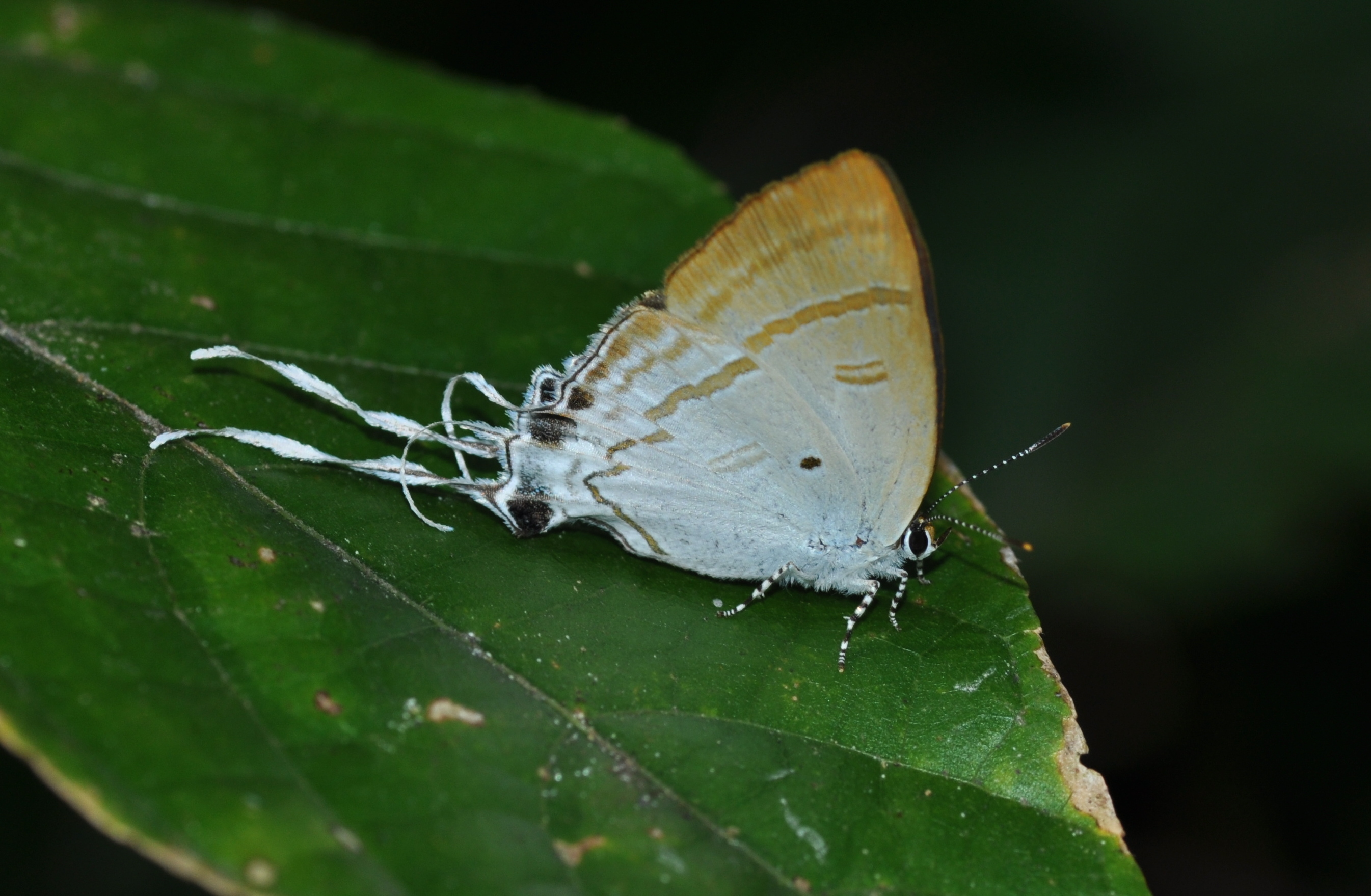
Flügelunterseite

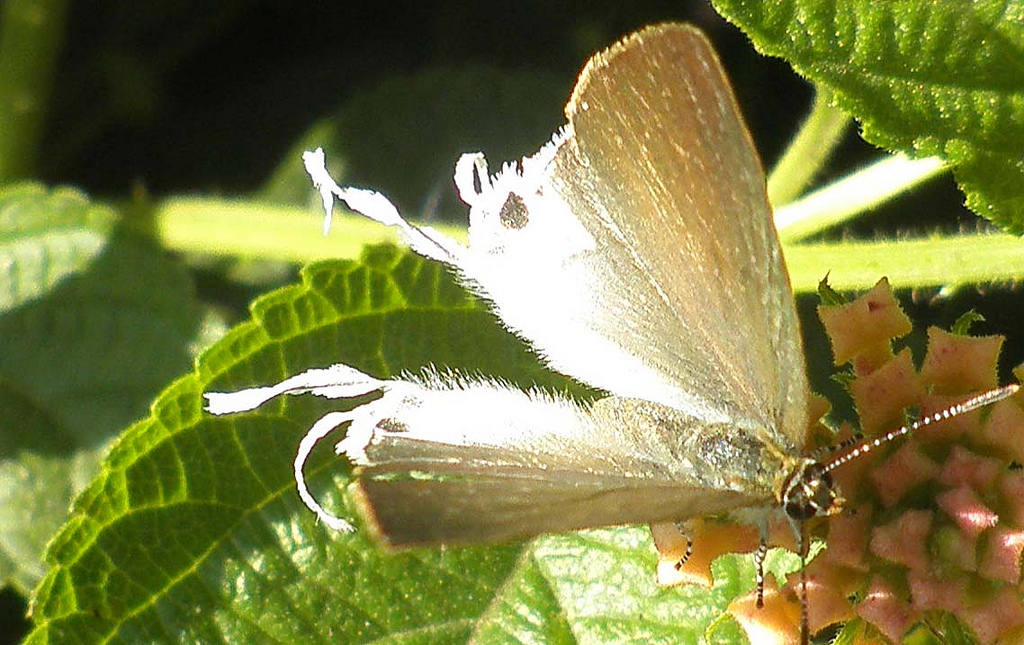
Weibchen

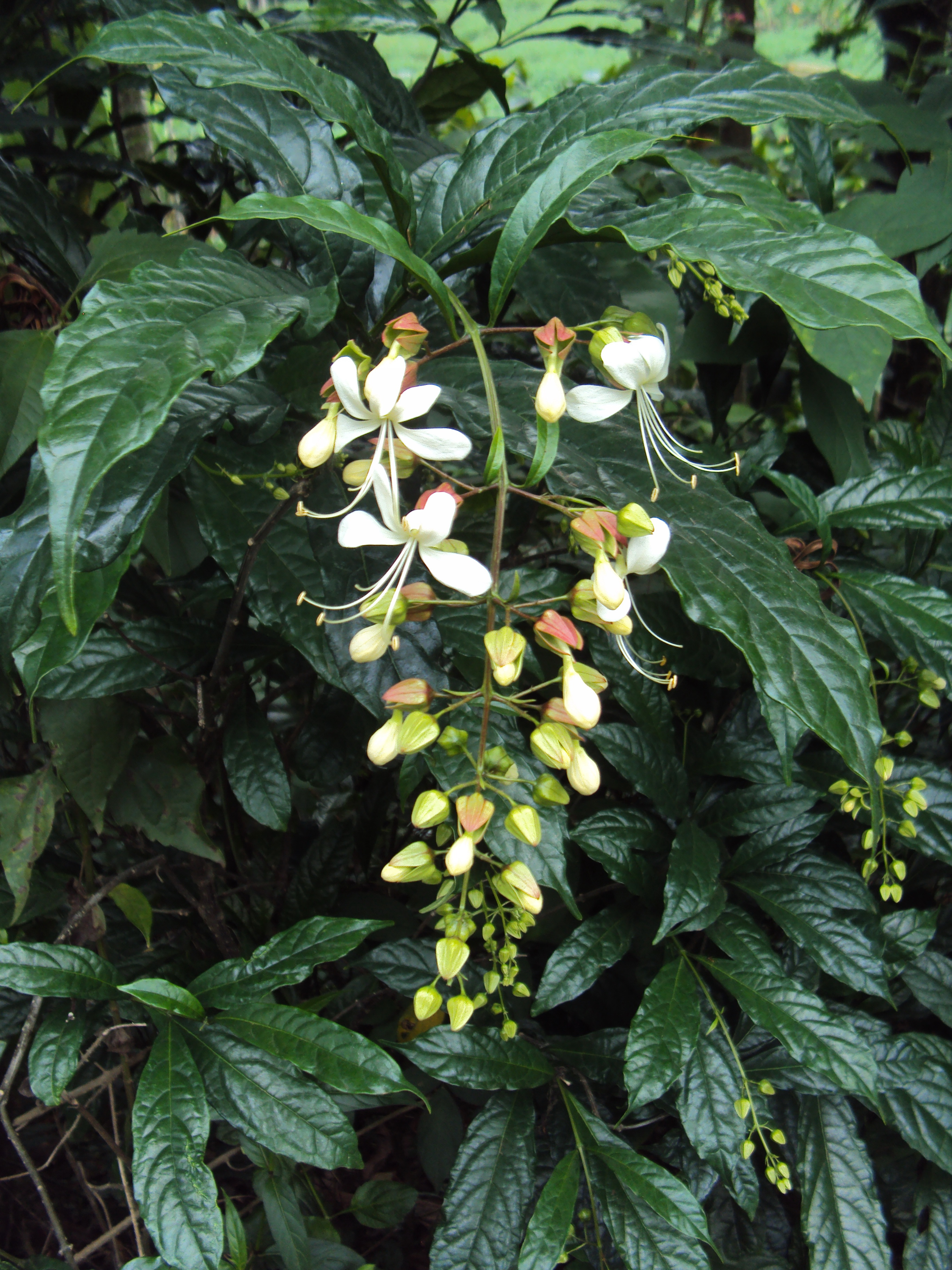
Clerodendrum larvifolium, eine Nahrungspflanze der Raupen

Zeltus amasa ist ein in Südostasien vorkommender Schmetterling (Tagfalter) aus der Familie der Bläulinge (Lycaenidae).

## Merkmale

### Falter
Die Flügelspannweite der Falter beträgt 21 bis 28 Millimeter. Die Art zeichnet sich durch einen deutlichen Sexualdimorphismus aus. Die Vorderflügeloberseite bei den Männchen ist dunkelblau, wobei die Basalregion je nach Lichteinfall azurblau bis violett blau schimmert. Auch die Hinterflügeloberseite ist blau gefärbt, zeigt jedoch in der Regel einen hellblauen Schimmer. Weibchen sind auf den Vorderflügeln zeichnungslos hellbraun, auf den Hinterflügeln gelbbraun bis ockerbraun. Die Hinterflügelunterseite ist bei beiden Geschlechtern in der Submarginal- und Postdiskalregion ockerfarben und in der Diskal- und Basalregion cremefarben. Zwischen den Regionen heben sich dunkelbraune Streifen ab. Am Außenrand befinden sich zwei dunkelblaue Flecke. Von den Hinterflügeln erstrecken sich zwei Paar leicht verdrehter Schwänzchen, wobei das am Analwinkel beginnende deutlich länger ist als das vom Außenrand ausgehende.

### Ei
Die Eier haben eine grünliche Farbe, eine halbkugelige Form und eine leicht eingedellte Mikropyle. Die Oberfläche ist mit sechseckigen Grübchen bedeckt. Die Eier werden einzeln auf eine Knospe, den Kelch oder Stiel einer Blüte der Wirtspflanze gelegt. Ihr Durchmesser beträgt 0,7 Millimeter.

### Raupe
Die Raupen im ersten Stadium sind hellgrün gefärbt, sehr dünn behaart und ernähren sich von den Blütenknospen der Wirtspflanze. Mit einer Länge von etwa zwei Millimetern häuten sie sich erstmals und nehmen eine gelbgrüne Körperfarbe an. Hinter jedem Körpersegment ist eine Einschnürung ausgebildet. Bis zum vierten und damit letzten Stadium zeigt die Raupen das gleiche Erscheinungsbild wie die beiden vorherigen Stadien.

### Puppe
Im Gegensatz zu der typischen länglichen Form der meisten Bläulingsarten, ist die Puppe von Zeltus amasa relativ kurz und breit (8 mm lang und 5,8 mm breit). Sie ist grünlich gefärbt und mit einigen gelbgrünen und braunen Flecken auf dem Hinterleib gezeichnet.

## Vorkommen, Unterarten und Lebensraum
Das Verbreitungsgebiet der Art erstreckt sich von Indien über Burma, Thailand und Malaysia bis zu den Philippinen. In den einzelnen Vorkommensgebieten werden sieben Unterarten geführt. Zeltus amasa besiedelt bevorzugt Regenwälder bis in Höhenlagen von 800 Metern.

## Lebensweise
Die Falter fliegen das ganze Jahr hindurch in mehreren Generationen. Zahlreich erscheinen sie in den Monaten April und Juli mit einem Maximum im November. Sie besuchen selten Blüten, die Männchen wurden hingegen beim Saugen an feuchten Erdstellen oder Vogelkot beobachtet. Die Raupen ernähren sich von Losbaumarten (Clerodendrum) oder Malvengewächsen (Malvaceae), beispielsweise von Pterospermum acerifolium oder Clerodendrum larvifolium (Synonym: Clerodendrum wallichii).